# 미국 군사규격
미국 군사규격(United States Military Standard, military standard, MilSpecs)은 미국 국방성에 제정하여 사용하고 있는 군사관련 규격서이다.  항공, 우주 분야와 같이 한국에서 기술적으로 뒤처진 분야에서 이를 인용하여 사용하고 있다. 통상 MIL-STD- ' 또는 MIL-SPEC '라고 지칭한다.

## 규격서
- MIL-STD-1760, 무장 인터페이스
- MIL-STD-498, 소프트웨어 개발
- MIL-STD 461, 전자파 시험 방법
- MIL-STD-810, 환경시험 방법
- MIL-STD-1553, 데이터 통신 규격

## 같이 보기
- 미국 국가표준 협회
- ASTM 인터내셔널
- 국제 표준
- 군사 기술
- 표준화
- 시방서
- 표준화 기구